# Bayerisch Gmain
Bayerisch Gmain je obec a vesnice v zemském okrese Berchtesgadensko v Bavorsku v Německu.

## Politika

### Obecní rada
| Politická strana | Křesla |
| ---------------- | ------ |
| CSU              | 05     |
| Svobodní voliči  | 04     |
| Zelení           | 03     |
| FDP              | 03     |
| SPD              | 01     |
| Celkem           | 16     |

### Starosta
Od 5. března 2019 je starostou Armin Wierer (FW). Jeho předchůdcem byl od května 1996 Hans Hawlitschek (CSU).

## Významní rezidenti
- Hans Erlwein (1872–1914), architekt, městský radní v Bamberku a Drážďanech
- Claire Waldoffová (1884–1957), kabaretní umělkyně, zpěvačka, v Bayerisch Gmain žila od roku 1939 až do své smrti
- Ines Papertová (* 1974), německá horolezkyně a mistryně v ledolezení
- Johannes Frießner (1892–1971), německý velitel XXIII. armádního sboru během druhé světové války